# Перо Коробар
Петър Ангелов Корабаров или Перо Коробар (на македонска литературна норма: Перо Коробар) е югославски комунистически партизанин и политически функционер в Социалистическа федеративна република Югославия.

## Биография
Перо Коробар е роден на 29 март 1916 година в град Велес, тогава окупиран от Царство България по време на Първата световна война. Баща му Ангел Корабаров е български революционер, а брат му Боро Коробар, както и братовчед му Перо Д. Коробар, са югославски партизански функционери. Перо Коробар завършва средно техническо училище, през 1932 година става член на СКОЮ, а през 1940 година на ЮКП. По същото време е състудент на Кочо Рацин, но е осъден от кралската югославска власт на затвор в Белград. През 1941 година е освободен, но продължава с политическата си дейност. Член е на Велешкия околийски комитет на Македонската комунистическа партия, след това е член на Агитпроп към ГЩ на Народоосвободителната войска на Македония.
След 1944 година е началник на Отделението на Агитпроп на ЦК на КМП, директор на държавното книгоиздателство на Македония, на издателстките предприятия „Просветно дело“ и „Култура“. До 1948 година участва активно в процеса на македонизацията в Пиринска Македония като ръководител на скопските емисари, част от югославската разузнавателна и пропагандна мрежа в региона. По-късно е началник на отдела за външни работи към ЦК на КМП. Между 1949 и 1957 година е управител на Македонския народен театър. След това е член на Ревизионната комисия на СКМ, член на съвета на културно-просветните общности на Югославия, делегат в съюзния културно-просветен събор, подпредседател на културно-просветната общност на Македония, директор на историческия музей на СРМ. В продължение на 3 десетилетия е главен и отговорен редактор на списание „Културен живот“, член в два мандата на Съвета на републиката, член на председателството на СЗБНОВМ, член на главния отдел на Социалистическия съюз на работническия народ на Македония и председател на комисизията за печат и издателска дейност. Автор е на филмови и телевизионни сценарии и на портрети на Кочо Рацин, Кръсте Мисирков, Димитър Чуповски, Апостол Гусларот и други. В творческата му дейност главна роля заема Кочо Рацин.
Перо Коробар умира на 29 октомври 2004 година в Скопие.

## Творчество
- „Животописот на Кочо Рацин“
- „Рацин во моите сеќавања“
- „Сеќавања на современиците за Рацин“
- „Ликовно видување на животот и творештвото на Рацин“
- „Македонската национална култура во Пиринскиот дел на Македонија“
- „Историска вистина“ (заедно с Орде Иваноски)
- „Во меѓународните бригади на Шпанија“ (заедно с Божо Стефановски)
- „Панко Брашнар“
- „Димче Мирчев“ (1983)
- „Ганчо Хаџипанзов“ (1986)